# Thelaira sumatrana
Thelaira sumatrana là một loài ruồi trong họ Tachinidae.